# 1º Gruppo volo
Il 1º Gruppo era un gruppo di volo del Servizio Aeronautico del Regio Esercito, attivo nella prima guerra mondiale.

## Storia

### Costituzione
Il 1º Gruppo Squadriglie è stato costituito il 28 marzo 1913 a Torino nel Servizio Aeronautico e provvisoriamente con le prime quattro squadriglie complete: le squadriglie di Mirafiori (Torino), di Cuneo, di Centocelle (Roma) e Taliedo (Milano).
Le prime squadriglie furono: la 1ª Squadriglia da ricognizione e combattimento Blériot, la 2ª Squadriglia da ricognizione e combattimento Blériot e la 3ª Squadriglia da ricognizione e combattimento Blériot.

### Prima guerra mondiale
Con il comando del capitano Alberto Novellis di Coarazze il 1º Gruppo dal 24 maggio a fine giugno 1915 venne schierata a Portogruaro ed infine ad Aviano diventando I Gruppo - Aviano sotto il Comando Battaglione Aviatori - Torino aggiungendo la 1ª Squadriglia Nieuport autonoma - Venaria Reale. All'inizio della prima guerra mondiale vengono aggiunte la 13ª Squadriglia da ricognizione e combattimento e 14ª Squadriglia Bleriot.
Il 1º Gruppo con la 3ª Squadriglia di San Vito al Tagliamento, la 13ª e 14ª di Torresella di Giussago (Portogruaro) fu messo a disposizione della 3ª Armata del Regio esercito.
A giugno venne trasferito ad Aiello del Friuli, il 22 giugno furono sciolte la 1ª e 14ª Squadriglia da ricognizione e combattimento per la vetustà dei mezzi e fu attiva nella prima battaglia dell'Isonzo con la 2ª a Chiasiellis, la 3ª a Quota 43 e 13ª a Pozzuolo del Friuli mentre la 2ª venne inserite nel 2º Gruppo.
A luglio venne trasferito Cervignano del Friuli dove venne aggiunta la 11ª Squadriglia da ricognizione e combattimento Farman mentre all'inizio agosto vennero sciolte la 3ª e 13ª. Il 17 agosto il Gruppo venne schierato a Chiasiellis ricevendo la 5ª Squadriglia aggiornata con i Voisin III dell'aeroporto di Udine-Campoformido e venne schierato a Mortegliano.
Tra la fine di agosto e settembre il Gruppo riceve la 7ª Squadriglia da ricognizione e combattimento Voisin e la 10ª Squadriglia da ricognizione e combattimento Farman di Santa Maria la Longa dell'ex III Gruppo, e dal 13 settembre passa al comando del maggiore Augusto Gallina e dal 1º ottobre è schierato a Santa Maria La Longa. A gennaio 1916 riceve la 2ª Squadriglia caccia di Cascina Farello di Aquileia ed a marzo il comando di Gruppo passa al maggiore Alberto Felice Marenghi-Marenco.
Da metà aprile le squadriglie da ricognizione vennero ridefinite diventando 25ª Squadriglia (ex 5ª), 26ª Squadriglia (ex 7ª), 27ª Squadriglia (ex 10ª), 28ª Squadriglia (ex 11ª) e la 2ª Caccia cambia in 71ª Squadriglia caccia.
Il Gruppo a maggio riceve la 36ª Squadriglia e la 76ª Squadriglia caccia che restano fino al 29 settembre mentre l'8 luglio venne ceduta la 71ª al III Gruppo caccia ricevendo la 77ª Squadriglia aeroplani Nieuport e passando al comando del maggiore Oronzo Andriani (Cavaliere dell'Ordine militare di Savoia dal 19 settembre 1918) ed il 15 agosto venne ceduta la 27ª al II Gruppo squadriglie.
Durante il 1917 il Gruppo ebbe altri avvicendamenti di Squadriglie: si aggiunsero la 2ª Squadriglia Idrovolanti di Grado (Italia), la 38ª Squadriglia di Risano (Pavia di Udine), la 80ª Squadriglia caccia Nieuport di S. Maria La Longa, la 39ª Squadriglia S.P. di Sammardenchia, la 23ª Squadriglia di S. Maria La Longa, una Sezione SPAD di S. Maria La Longa, la 84ª Squadriglia caccia, la 112ª Squadriglia SAML di Lavariano di Mortegliano e la 131ª Squadriglia Pomilio. Nello stesso anno vennero cedute: la 38ª, la 39ª e la 112ª al V Gruppo e ritorna al comando del Tenente Colonnello Novellis di Coarazze.
In autunno 1917 il Cap. Luigi Sella prende il comando interinale sostituendo il comando del Tenente Colonnello Novellis di Coarazze.
Durante la Ritirata di Caporetto resta con la 25ª ad Arcade (Italia) e la 77ª e 80ª alla Comina (Friuli-Venezia Giulia).
Il 10 novembre il comando si avvicendò con il Capitano Arnaldo Bevagna ricevendo la 117ª Squadriglia di Padova ed il 20 novembre era formata da 112ª, 117ª e 131ª.Il comando di Gruppo il 20 dicembre passò al Capitano Sella.
Il 4 febbraio 1918 il Gruppo fu rischierato a Fossalunga, a marzo la 112ª venne impiegata dal V Gruppo prima di passare al 9º Gruppo caccia.
Il 14 maggio si aggiunse la 5ª Sezione SVA ed il 31 maggio la 131ª passò al V Gruppo, il 7 luglio ritornò la 131ª mentre la 117^ che si sciolse.
Il 4 novembre il Gruppo fu schierato a Carpenedo ed il 21 novembre ricevette la 77ª Squadriglia Aeroplani, la 131ª e la 3ª Sezione SVA Biposti.
A dicembre il gruppo venne schierato ad Aquileia con le squadriglie di Cascina Farello.
Nel 1919 passa il comando al capitano Mario de Bernardi ed il 28 febbraio venne schierata a Zaule di Muggia la 131ª venne sciolta.
In maggio vennero sciolte la 77ª ed il Comando di Gruppo.

### Nella Regia Aeronautica

#### Guerra d'Etiopia
I Gruppo ricognizione tattica della Regia Aeronautica nell'ambito della Guerra d'Etiopia, già Gruppo autonomo misto R e C (Asmara) poi Gruppo da RT.
Il I Gruppo nasce dal Gruppo autonomo misto R e C di Asmara.
Il Gruppo autonomo misto R e C nasce il 22 gennaio 1935 sull’aeroporto di Asmara (poi Aeroporto Internazionale di Asmara) con alle dipendenze i seguenti reparti:
- Squadriglia dell’Eritrea che diventa Squadriglia di Stato maggiore
- Squadriglia di Ro.1 Libica.

Il reparto viene chiuso l’8 settembre 1935 quando risultava costituito da:
- Squadriglia Ro.1 di formazione libica
- 34ª Squadriglia RT
- 41ª Squadriglia RT
- Squadriglia SM
- 106ª Squadriglia Caccia

Lo stesso giorno si crea il Gruppo aeroplani da osservazione aerea (RT), di Asmara di cui fanno parte:
- Squadriglia Ro.1 di formazione libica
- 34ª Squadriglia
- 41ª Squadriglia

Passano invece alle dirette dipendenze del Comando Aeronautica AO:
- Squadriglia di SM
- 106ª Squadriglia Caccia

Prende il comando del Gruppo di Asmara, il maggiore pilota Armando Ferroni, precedentemente comandante del Gruppo Misto.
Il reparto va a Mai Edagà (vicino a Decamerè).
Il 2 ottobre 1935 allo scoppio delle ostilità il Comando Gruppo RT, risulta inquadrato nel Comando Brigata aerea AO e formato da:
- Squadriglia Ro.1 di formazione libica
- 34ª Squadriglia ricognizione terrestre Ro.1
- 118ª Squadriglia RT Ro.1
- 41ª Squadriglia ricognizione terrestre Ro.1

Il 1 novembre il reparto diventa I Gruppo RT con:
- Squadriglia Ro.1 formazione libica;
- 34ª Squadriglia;
- 116ª Squadriglia.

La 118ª Squadriglia RT Ro.1 e la 41ª Squadriglia ricognizione terrestre Ro.1 passano al II Gruppo.
Al 15 gennaio 1936 è all'Aeroporto di Macallè.

#### Africa Orientale Italiana
Nell'ambito dell'Africa Orientale Italiana dal 15 luglio 1936 arriva all'Aeroporto di Addis Abeba-Bole al comando di Umberto Baistrocchi con le unità: 34ª Squadriglia, 103ª Squadriglia e 110ª Squadriglia equipaggiate con gli IMAM Ro.1 e Ro.37bis Lince..
Il I Gruppo viene chiuso il 15 dicembre 1936.
Nel 1938 il 1º Gruppo Aviazione Presidio Coloniale è sui Caproni Ca.309 con la 12ª Squadriglia a Mellaha (oggi Aeroporto militare di Mitiga), 89ª Squadriglia a Sirte e 104ª Squadriglia a Mellaha.

#### Seconda guerra mondiale
Al 10 giugno 1940 era inquadrato nell'Aeronautica della Libia - Ovest di Tripoli ed in Italia era con la 27ª Squadriglia di Casabianca di Verolengo e la 121ª Squadriglia di Airasca con 5 IMAM Ro.37bis ognuna nel 20º Stormo Osservazione Aerea per l'Aviazione Ausiliaria per l'Esercito.
Il 15 ottobre 1943 venne costituito il 1º Gruppo Trasporto presso l'Aeroporto di Lecce-Galatina inquadrato nello Stormo Notturno: il reparto risultava formato da 14 velivoli provenienti dalla Sardegna e da altre basi della Puglia, cui si aggiunsero altri 15 aerei provenienti da reparti operanti nell'Italia Settentrionale.
Nel febbraio del 1944 gli S.M.82 del 1º Gruppo Trasporto contribuirono al rimpatrio di 1 500 sopravvissuti della Divisione Partigiana "Garibaldi". 
Al 7 luglio 1944 era nello Stormo Notturno con la 1ª Squadriglia e la 3ª Squadriglia sui Savoia-Marchetti S.M.82 all'Aeroporto di Lecce ed al 2 maggio 1945 all'Aeroporto di Bari-Palese.
Il 17 ottobre del 1945 lo Stormo fu trasferito all'Aeroporto di Guidonia.